# 2023年秋田県議会議員選挙
2023年秋田県議会議員選挙（2023ねんあきたけんぎかいぎいんせんきょ）は、秋田県における議決機関の一つである秋田県議会を構成する議員を全面改選するために行われる選挙である。第20回統一地方選挙の前半戦投票日である2023年4月9日に投票が行われた。

## 概要
秋田県議会の任期4年が満了したことに伴って実施された選挙。
全14選挙区（定数41）に54人が立候補を届けで、5選挙区が無投票となった。
投票率は歴代最低を更新。自民党が第一党を今回も維持したものの数を減らす。主にベテランの高齢議員の落選が多く目立ち世代交代を象徴づける選挙となった。また、立憲民主党は当選者の増で単独第二党（会派としては第三会派）に昇格した一方で、社民党は議席を守れなかった。

## 基礎データ
- 選挙事由：任期満了
- 選挙形態：地方議会議員選挙
- 告示日：2023年3月31日
- 投票日：2023年4月9日
- 選挙区：14区
- 定数：54名

## 当選者
自民党 
 立憲民主党 
 公明党 
 共産党 
 無所属 
| 秋田市             | 沼谷純     | 鈴木健太     | 松田豊臣 | 武内伸文 |
| 秋田市             | 桜田憂子   | 加賀屋千鶴子 | 工藤嘉範 | 竹下博英 |
| 秋田市             | 宇佐見康人 | 三浦茂人     | 今川雄策 | 島田薫   |
| 能代市・山本郡     | 高橋武浩   | 薄井司       | 佐藤信喜 |          |
| 横手市             | 鶴田有司   | 小原正晃     | 柴田正敏 | 山形健二 |
| 大館市             | 小棚木政之 | 鈴木洋一     | 石田寛   |          |
| 男鹿市             | 杉本俊比古 |              |          |          |
| 湯沢市・雄勝郡     | 佐藤正一郎 | 住谷達       | 高橋健   |          |
| 鹿角市・鹿角郡     | 児玉政明   | 川口一       |          |          |
| 由利本荘市         | 加藤鉱一   | 三浦英一     | 小野一彦 |          |
| 潟上市             | 瓜生望     |              |          |          |
| 大仙市・仙北郡     | 加藤麻里   | 原幸子       | 渡部英治 | 小山緑郎 |
| 北秋田市・北秋田郡 | 佐藤光子   | 北林丈正     |          |          |
| にかほ市           | 佐々木雄太 |              |          |          |
| 仙北市             | 高橋豪     |              |          |          |
| 南秋田郡           | 鈴木真実   |              |          |          |

### 補欠選挙
| 年     | 月日   | 選挙区 | 当選者     | 当選政党 | 欠員     | 欠員政党 | 欠員事由                           |
| ------ | ------ | ------ | ---------- | -------- | -------- | -------- | ---------------------------------- |
| 2025年 | 4月6日 | 秋田市 | 川邉隼之介 | 無所属   | 鈴木健太 | 自民党   | 秋田県知事選挙立候補準備のため辞職 |
| 2025年 | 4月6日 | 秋田市 | 福田博之   | 無所属   | 沼谷純   | 無所属   | 秋田市長選挙立候補準備のため辞職   |